# Laila Kirppu
Laila Kirppu, född 12 december 1962, är en svensk jurist som var lagman i Blekinge tingsrätt från 2013 till 2016 och är lagman i Kalmar tingsrätt från 2016.
Kirppu anställdes den 2 oktober 1997 som rättssakkunnig i Justitiedepartementet.. Hon utnämndes 7 april 2005 till rådman i Växjö tingsrätt. Den 21 november 2013 utnämndes hon till lagman i Blekinge tingsrätt, efter att före dess varit chefsåklagare, och den 26 november 2015 utnämndes hon till lagman i Kalmar tingsrätt. 